# Zoanthus erythrochlora
Zoanthus erythrochlora är en korallart som beskrevs av Ferdinand Albin Pax och Müller 1957. Zoanthus erythrochlora ingår i släktet Zoanthus och familjen Zoanthidae. Inga underarter finns listade i Catalogue of Life.